# Kazimierz Prószyński
Kazimierz Prószyński (ur. 4 kwietnia 1875 w Warszawie, zm. 13 marca 1945 w obozie Mauthausen-Gusen) – polski przedsiębiorca, operator filmowy, reżyser, inżynier oraz wynalazca. Konstruktor aparatów kinematograficznych oraz kamer filmowych, pionier kinematografii . Za wkład polskiego wynalazcy na tym polu uznaje się wynalezienie systemu umożliwiającego równomierny, skokowy przesuw taśmy filmowej minimalizujący drgania, eliminację wady migotania obrazu podczas emisji filmu dzięki wynalezieniu obturatora oraz skonstruowanie aeroskopu – pierwszej ręcznej, automatycznej kamery filmowej ze stabilizacją obrazu. Przez wiele lat zarówno osoba Kazimierza Prószyńskiego, jak i jego wkład w rozwój kinematografii pozostawały zapomniane.

## Rodzina
Dziadkiem konstruktora był polski szlachcic Stanisław Antoni Prószyński, zesłany w 1856 roku na Syberię za działalność konspiracyjną wymierzoną we władze carskie. Po odbyciu kary zamieszkał w Mińsku, gdzie prowadził zakład fotograficzny. Jego synem był Konrad Prószyński, twórca elementarza języka polskiego, który w 1873 roku, wraz ze Stanisławem Witkiewiczem, przeniósł się do Królestwa Polskiego. Po dwóch latach tam właśnie, w Warszawie, urodził się Kazimierz Prószyński, syn jego i Cecylii z domu Puciaty . Konrad Prószyński, po śmierci żony w 1884 r. , ożenił się ponownie.
Jego bratem był Tadeusz Anastazy Prószyński, poseł na Sejm II RP z ramienia Związku Ludowo-Narodowego.
W 1914 r. Kazimierz Prószyński poślubił Angielkę, Dorothy Abrey, z którą miał dwoje dzieci – Kazimierza i Irenę. Jego rodzina przeżyła wojnę. Żona zmarła w 1957 r. Córka Irena założyła rodzinę i zamieszkała w Ogden w USA. Natomiast syn Kazimierz, którego rodzicami chrzestnymi byli Helena i Ignacy Paderewscy, wyemigrował do Stanów Zjednoczonych jeszcze przed wybuchem II wojny światowej i od 1938 r. mieszkał tam pod przybranym nazwiskiem – Richard Perry. Wnuczki Kazimierza Prószyńskiego pozostały w USA .

## Życiorys

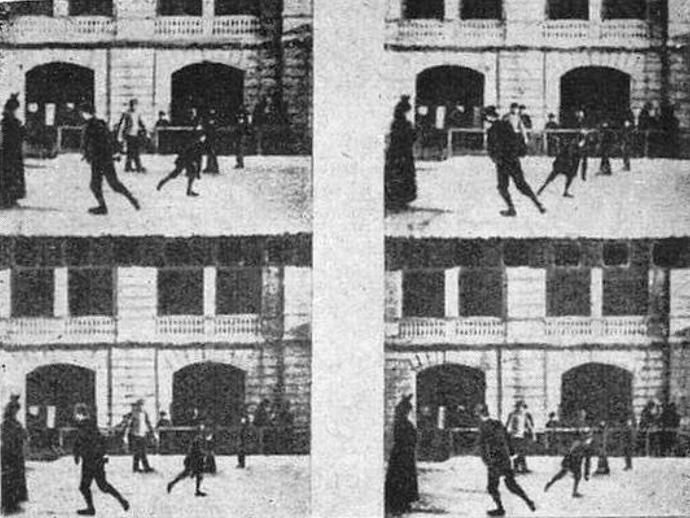
Cztery zachowane kadry jednego z pierwszych polskich filmów Ślizgawki w Łazienkach reprodukowane w polskiej prasie

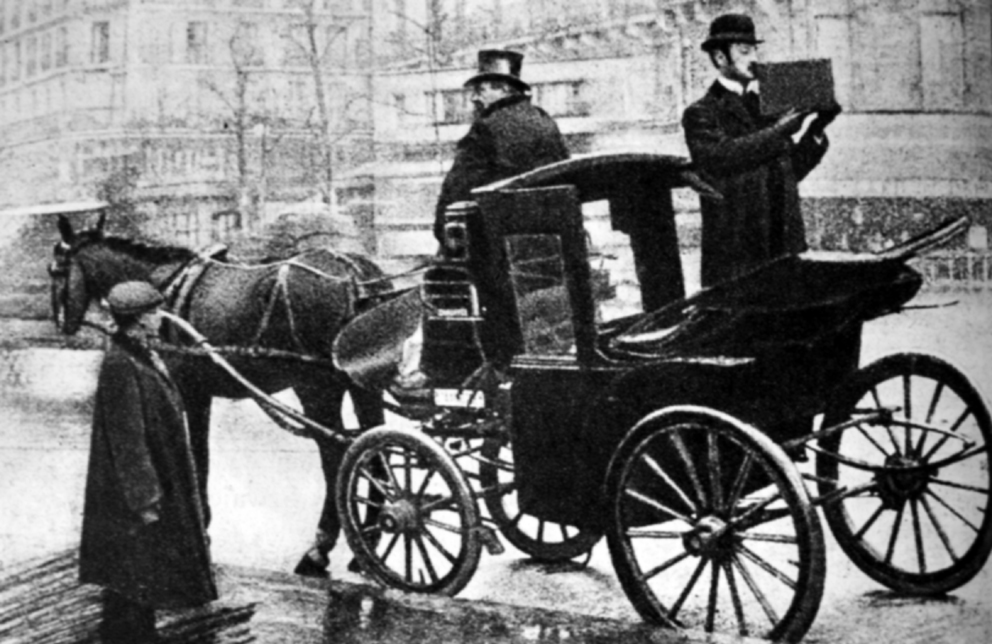
Kazimierz Prószyński filmujący aeroskopem ulice Paryża w 1909 roku

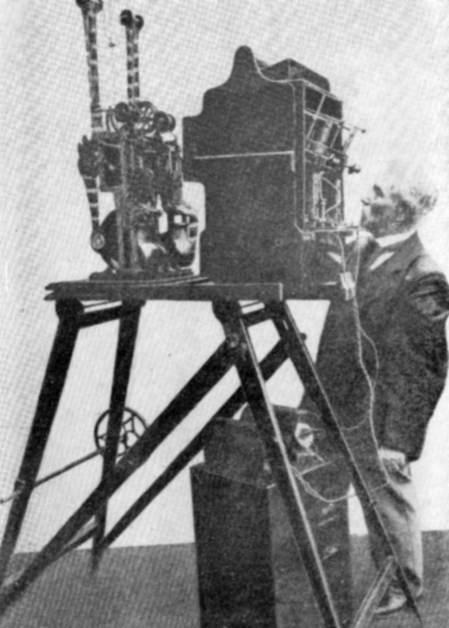
Demonstracja biopleografu 23 czerwca 1899 roku w pracowni chemicznej Szkoły Technicznej Wawelberga i Rotwanda

Kazimierz Prószyński edukację rozpoczął w Warszawie, tam też ukończył gimnazjum. Uczył się w kilku warszawskich szkołach, w tym m.in. w szkole realnej Wojciecha Górskiego, gdzie zaprzyjaźnił się z kompozytorem Mieczysławem Karłowiczem . Rodzice, widząc jego zainteresowanie naukami ścisłymi, wysłali go na politechnikę w Liège w Belgii. Tam już jako student dał się poznać jako utalentowany wynalazca, konstruując w 1894 roku swój pierwszy aparat do rejestracji i odtwarzania filmów – pleograf. Po ukończeniu politechniki Prószyński powrócił do Warszawy, gdzie wynalazł kolejny aparat – ekspedytor uniwersalny, który miał być pomocny w funkcjonowaniu wydawnictwa jego ojca Konrada Prószyńskiego – redaktora gazet „Promyk” oraz „Gazety Świątecznej”.
W 1901 roku Prószyński założył drugą w historii polskiej kinematografii rodzimą wytwórnię filmową Towarzystwo Udziałowe Pleograf. Jego siedziba znalazła się w Warszawie przy ulicy Nowogrodzkiej 39. W latach 1901–1903 zajmowało się ono promocją aparatów wynalezionych przez Prószyńskiego oraz filmów nimi zrealizowanych. Kazimierz Prószyński kręcił wynalezionym przez siebie pleografem krótkie filmy dokumentujące życie codzienne w stolicy, był również autorem pierwszych filmów fabularnych z udziałem polskich aktorów, tworząc podwaliny polskiej kinematografii. Już w 1902 roku stworzył dwa krótkie filmy Powrót birbanta oraz Przygoda dorożkarza, w których wzięli udział dwaj polscy aktorzy teatralni Kazimierz Junosza-Stępowski i Władysław Neubelt. W tamtym okresie nawet August Lumière, jeden ze słynnych braci, oddawał Prószyńskiemu pierwszeństwo w dziedzinie kinematografii, przyznając: „Byłem, wraz z bratem, twórcą filmu francuskiego, ale istniał również pewien Polak, niejaki Kazimierz Prószyński, który nas znacznie wyprzedził”. Prószyński uzyskał patent na swój pleograf w 1894, na rok przed opatentowaniem przez francuskich braci kinematografu .
TU Pleograf organizowało w Warszawie pokazy filmowe oraz prezentacje urządzeń Prószyńskiego. Pierwsze pokazy filmów odbyły się pomiędzy 31 marca a 2 kwietnia 1902 roku w Teatrze Letnim w Ogrodzie Saskim. Widzowie zobaczyli tam program złożony z filmów dokumentujących życie codzienne w Warszawie, które wykonane zostały przez wynalazcę. Były to m. in. Ślizgawka w Dolinie Szwajcarskiej, Ślizgawka w Ogrodzie Saskim, Ruch uliczny przed pomnikiem Mickiewicza, Wyścigi, Pogotowie Ratunkowe, Na Placu Św. Aleksandra oraz Pod Ostrą Bramą w Wilnie.
W 1907 roku rozpoczął pracę nad swoim kolejnym wynalazkiem, aeroskopem – pierwszą na świecie ręczną kamerą filmową o napędzie automatycznym. W latach 1908–1910 przebywał we Francji, gdzie kontynuował prace, uzyskując w 1909 roku francuski patent na to urządzenie. W 1911 wynalazca przeniósł się do Wielkiej Brytanii, gdzie uzyskał angielski patent aeroskopu oraz znalazł inwestorów, którzy wdrożyli go do produkcji seryjnej. 22 czerwca 1911 roku w Londynie nakręcił aeroskopem pierwszy polski reportaż filmowy z koronacji angielskiego króla Jerzego V.
W roku 1913 Prószyński zrealizował pierwsze filmy dźwiękowe dzięki wynalezionemu przez siebie urządzeniu – kinofonowi, który umożliwiał synchronizację dźwięku z obrazem filmowym. Wybuch I wojny światowej spowodował, że w 1915 r. Prószyński wyjechał wraz z poślubioną rok wcześniej Angielką Dorothy Abrey do Stanów Zjednoczonych Ameryki. Tam m. in. założył własną wytwórnię ręcznych kamer „Oko” swojego pomysłu, którą, niestety, zniszczył wielki kryzys. Wówczas to pierwsze 100 egzemplarzy, które nie zdążyły trafić na rynek, Kazimierz Prószyński własnoręcznie rozbił młotkiem, by nikt nie skopiował jego pomysłów .
W listopadzie 1919 r. państwo Prószyńscy, już z dziećmi – Kazimierzem i Ireną, wrócili do odrodzonej po 123 latach zaborów Polski, gdzie Kazimierz kontynuował swoją działalność. Zamierzał rozpocząć w kraju seryjną produkcję aparatów kinematograficznych, czyniąc je dostępnymi dla każdego. Chciał, aby mogła Warszawa rzucić na rynki tyle aparatów kinematograficznych, by przodownicze w tej gałęzi zdobyła stanowisko w Europie. W 1922 roku udało mu się powołać w Warszawie Centralną Europejską Wytwórnię Kinematografu Amatorskiego inż. Prószyńskiego, która miała urzeczywistnić zamiary konstruktora i wdrożyć je do seryjnej produkcji.
Podczas okupacji Polski podjął działalność konspiracyjną. Został wówczas po raz pierwszy aresztowany, ale po 10 dniach został zwolniony. Wynalazca wraz z żoną Dorothy i córką został ponownie aresztowany przez Niemców w trakcie trwania powstania warszawskiego. 22 sierpnia 1944 roku wywieziony został do obozu koncentracyjnego w Gross-Rosen. Zmarł jako więzień numer 129957 w wieku 70 lat w hitlerowskim obozie koncentracyjnym Mauthausen-Gusen. Jego symboliczny grób znajduje się na cmentarzu Powązkowskim (kwatera T-1-15/16).

## Wynalazki

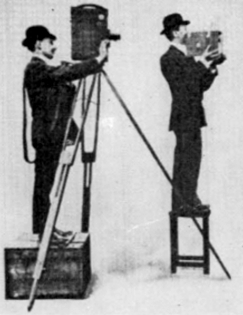
„Aeroskop – dawniej i dziś” – Kazimierz Prószyński prezentuje swój wynalazek w „Tygodniku Ilustrowanym”, 1913.

Kazimierz Prószyński był autorem szeregu wynalazków głównie związanych z techniką fotograficzną oraz filmową:
- pleograf[12] – skonstruowany w 1894[13]  aparat służący jednocześnie do wykonywania zdjęć oraz projekcji nakręconych filmów, zbudowany jeszcze przed ogłoszeniem patentu braci Lumière[14][8]. Urządzenie umożliwiało wykonywanie oraz odtwarzanie zdjęć na perforowanej taśmie celuloidowej. Rozmiar klatek wynosił 45x38 mm, a ich przesuw odbywał się za pomocą perforacji umieszczonej pomiędzy klatkami, a nie jak na później używanych filmach wzdłuż krawędzi taśmy filmowej,
- ekspedytor uniwersalny – przyrząd służący do seryjnego składania gazet oraz ich adresowania, a także do przygotowania do wysyłki dla prenumeratorów. Opatentowany w 1897 roku w urzędzie patentowym w Berlinie[15],
- biopleograf – udoskonalona wersja pleografu eliminująca drgania oraz przeskoki błony filmowej w czasie odtwarzania. Urządzenie dawało płynny obraz dzięki projekcji dwóch taśm filmowych puszczonych z opóźnieniem. Skonstruowane zostało w 1898 roku, a jego publiczna demonstracja odbyła się w Warszawie w czerwcu tego roku w Muzeum Przemysłu i Rolnictwa[16],
- obturator – przesłona projektora usuwająca migotanie obrazów na ekranie filmowym podczas emisji taśmy filmowej[8], skonstruowana w 1902 roku. Złożona z trzech skrzydełek przerywała światło z częstotliwością 40 przerw na sekundę w czasie projekcji filmu. Powodowało to złudzenie płynności, ponieważ oko widza przestawało odczuwać migotanie obrazu w czasie projekcji. Wynalazek został zaprezentowany we Francuskiej Akademii Nauk, po czym francuska firma „Gaumont” wprowadziła go do produkcji[2],
- aeroskop – pierwsza na świecie ręczna kamera filmowa o napędzie automatycznym zbudowana w 1908 oraz opatentowana rok później. Urządzenie weszło do seryjnej produkcji w Anglii[2]. Od 1911 roku produkowała ją firma Newman & Sinclair[17], a od 1912 Cherry Kearton Limited. Areoskopem od 1914 roku rejestrowane były pierwsze kroniki wojenne z frontu zachodniego podczas I wojny światowej. W 1917 roku powstał również wariant dostosowany do wykonywania zdjęć lotniczych,
- kolejny wariant projektora filmowego, tym razem z użyciem obturatora, który dawał obraz bez drgań i migotania światła na ekranie, skonstruowany w 1909 roku,
- kinofon – system jednoczesnej emisji obrazu i dźwięku wynaleziony w roku 1907. Dzięki opracowanej przez siebie metodzie synchronizacji dźwięku i obrazu filmowego wynalazca rozpoczął w tym roku realizację pierwszych filmów dźwiękowych,
- „Oko” – tania i łatwa w obsłudze ręczna kamera filmowa, mająca za zadanie popularyzację wśród społeczeństwa kręcenia amatorskich filmów. Początkowo w Londynie konstruktor nazywał swój projekt urządzenia amateur cinema. Prototyp wynalazku ukończony został w 1912 roku i nazwany został ostatecznie w języku polskim „Oko”,
- telefot – urządzenie pozwalające przesyłać obraz na odległość, działające na zasadzie dzisiejszej emisji telewizyjnej,
- stereos – aparat stereoskopowy, pierwsza w historii maszyna do wyświetlania na ulicy lub ścianach wieżowców obrazów oraz publicznych reklam. Urządzenie powstało dzięki osobnym pracom nad ulepszeniem biopleografu[6],
- autolektor – urządzenie umożliwiające czytanie tekstu osobom niedowidzącym[18], wynalezione w czasie niemieckiej okupacji Polski. W okresie tym konstruktor opracował także własną konstrukcję projektora na taśmę 16 mm, a także specjalny reflektor skupiający jego światło.

## Działalność filmowa
Od 1895 roku Prószyński realizował krótkie filmy mające prezentować praktycznie możliwości skonstruowanych przez siebie aparatów. Był także współtwórcą Towarzystwa Udziałowego „Pleograf” w Warszawie, pierwszej polskiej wytwórni filmowej działającej w latach 1901–1903. Jeszcze przed jej założeniem w 1898 roku Prószyński zrealizował, posługując się pleografem, liczne filmy krótkometrażowe (m.in. Ulica Franciszkańska, Ślizgawka w Łazienkach, Powrót birbanta, Przygoda dorożkarza), tworząc podwaliny polskiej kinematografii. Filmy te prezentowane były warszawskiej publiczności m.in. podczas specjalnych seansów organizowanych przez „Pleograf” pomiędzy 31 marca a 2 kwietnia 1902 roku w sali Teatru Letniego w Ogrodzie Saskim.

### Filmy
Kazimierz Prószyński od wynalezienia w 1894 roku swojej pierwszej kamery – pleografu nakręcił szereg filmów. Początkowo były to filmy realizowane w celu sprawdzenia funkcjonalności konstruowanych urządzeń. Później krótkie filmy dokumentujące życie codzienne. W latach 1900–1903 wynalazca realizował także produkcje filmowe mające charakter komercyjny z przeznaczeniem do dystrybucji w kinach. W 1902 roku w Warszawie Prószyński zrealizował ulepszonym pleografem dwa filmy fabularne:
| Nr | Tytuł                                   | Miejsce powstania | Treść | Rodzaj filmu                                      | Kamera   | Data        | Czas (min) |
| -- | --------------------------------------- | ----------------- | --- | ------------------------------------------------- | -------- | ----------- | ---------- |
| 1  | Ślizgawka w Łazienkach                  | Warszawa          | Łyżwiarze na ślizgawce Warszawskiego Towarzystwa Łyżwiarskiego | dokument                                          | pleograf | (1894–1896) | 1–3        |
| 2  | Ulica Franciszkańska                    | Warszawa          | Film dokumentujący ruch uliczny na ulicy Franciszkańskiej w Warszawie | dokument                                          | pleograf | (1894–1896) | 1–3        |
| 3  | Aleja Ujazdowska                        | Warszawa          | Film dokumentujący ruch uliczny na Alejach Ujazdowskich w Warszawie | dokument                                          | pleograf | (1894–1896) | 1–3        |
| 4  | Przed pomnikiem Mickiewicza w Warszawie | Warszawa          | Także Ruch uliczny przed pomnikiem Mickiewicza. Film dokumentujący ruch uliczny przed pomnikiem Adama Mickiewicza w Warszawie | dokument                                          | pleograf | (1894–1896) | 1–3        |
| 5  | Kurjer Warszawski                       | Warszawa          | Film dokumentujący ruch uliczny przed redakcją stołecznej gazety „Kurjer Warszawski” oraz rozbiegających się po mieście roznosicieli gazet | dokument                                          | pleograf | (1894–1896) | 1–3        |
| 6  | Manewry konnicy                         | ?                 | Film dokumentujący ruch wojsk na koniach zaprezentowany na pokazie biopleografu w 1899 roku w Szkole Technicznej Wawelberga i Rotwanda | dokument                                          | pleograf | ?           | ?          |
| 7  | Ćwiczenia artyleryjskie                 | ?                 | Film ukazujący ćwiczenia artylerii w strzelaniu zaprezentowany na pokazie biopleografu w 1899 roku w Szkole Technicznej Wawelberga i Rotwanda | dokument                                          | pleograf | ?           | ?          |
| 8  | Ślizgawka w Dolinie Szwajcarskiej       | Warszawa          | Łyżwiarze na ślizgawce w Dolinie Szwajcarskiej | dokument                                          | pleograf | ?           | ?          |
| 9  | Wyścigi                                 | Warszawa          | Wyścigi konne w Warszawie | dokument                                          | pleograf | ?           | ?          |
| 10 | Pod Ostrą Bramą w Wilnie                | Wilno             | Ukazujący wileńską Ostrą Bramę | dokument                                          | pleograf | ?           | ?          |
| 11 | Mazur kostiumowy                        | Warszawa          | Zwany również Mazurem na cztery pary przedstawiający pary tańczące polski ludowy taniec – Mazura | fabularny                                         | pleograf | ?           | ?          |
| 12 | Polewanie kwiatów przez ogrodnika       | Warszawa          | Ukazujący pracę ogrodnika w ogrodzie | fabularny                                         | pleograf | ?           | ?          |
| 13 | Pan Twardowski                          | Warszawa          | Nawiązujący do legendy o Panu Twardowskim | fabularny                                         | pleograf | ?           | ?          |
| 14 | Powrót birbanta                         | Warszawa          | Żartobliwy film przedstawiający powrót tytułowego birbanta z przyjęcia. Film z udziałem aktorów teatralnych: Kazimierza Junoszy-Stępowskiego. | fabularny                                         | pleograf | 1902        | ?          |
| 15 | Przygoda dorożkarza                     | Warszawa          | Krótki żartobliwy film fabularny, w którym śpiącemu dorożkarzowi żartownisie wyprzęgają konia, wprzęgając w zamian osła. Wystąpili w nim dwaj młodzi wówczas aktorzy Kazimierz Junosza-Stępowski oraz Władysław Neubelt. | fabularny                                         | pleograf | 1902        | ?          |
| 16 | Walkirie                                | Warszawa          | Efekt wizualny zaprezentowany publiczności podczas wystawiania w Teatrze Wielkim opery „Walkiria” Richarda Wagnera. Przedstawiał ruchome sylwetki Walkirii unoszące się w obłokach na swoich koniach. Prószyński wyemitował film, w którym Walkirie zagrał przebrany pułk Czerkiesów stacjonujących obok Zamku Królewskiego. Zdjęcia nakręcone zostały w plenerze nad Wisłą. | eksperymentalny                                   | pleograf | 1903        | ?          |
| 17 | Koronacja króla Jerzego V               | Londyn            | Reportaż z koronacji króla Jerzego V | reportaż                                          | aeroskop | 1911        | ?          |
| 18 | Ave Maria                               | Warszawa          | | fabularny film dźwiękowy z zastosowaniem kinofonu | ?        | 1912        | ?          |
| 19 | Łagodzący wpływ muzyki na nerwy         | Warszawa          | | fabularny film dźwiękowy z zastosowaniem kinofonu | ?        | 1912        | ?          |

## Kazimierz Prószyński w kulturze
Osoba Kazimierza Prószyńskiego została zapomniana na wiele lat i nie doczekała się odpowiedniego upamiętnienia zarówno w kulturze, jak i przestrzeni publicznej. Film dokumentalny o wynalazcy pt. „Kazimierz Prószyński – geniusz nr 129957” kręci polski reżyser filmowy Bartosz Paduch, który w 2010 roku otrzymał dofinansowanie na jego powstanie.
Próbę przypomnienia postaci Kazimierza Prószyńskiego podjęło Narodowe Centrum Kultury Filmowej, które działa w ramach instytucji „EC1 Łódź – Miasto Kultury” w Łodzi. W 2017 r. jeden z najważniejszych wynalazków Prószyńskiego, „biopleograf”, został zrekonstruowany i stał się istotnym eksponatem wystawy „Od marzeń o lataniu do fabryki snów. Polscy Leonardowie”. Obok tego pojawiły się na niej i inne dzieła konstruktora: areograf i kamera Oko.
Kandydatura Kazimierza Prószyńskiego pojawiła się w plebiscycie Polak Wszech Czasów, a wraz z nią film na YouTube.